# Haus Urge

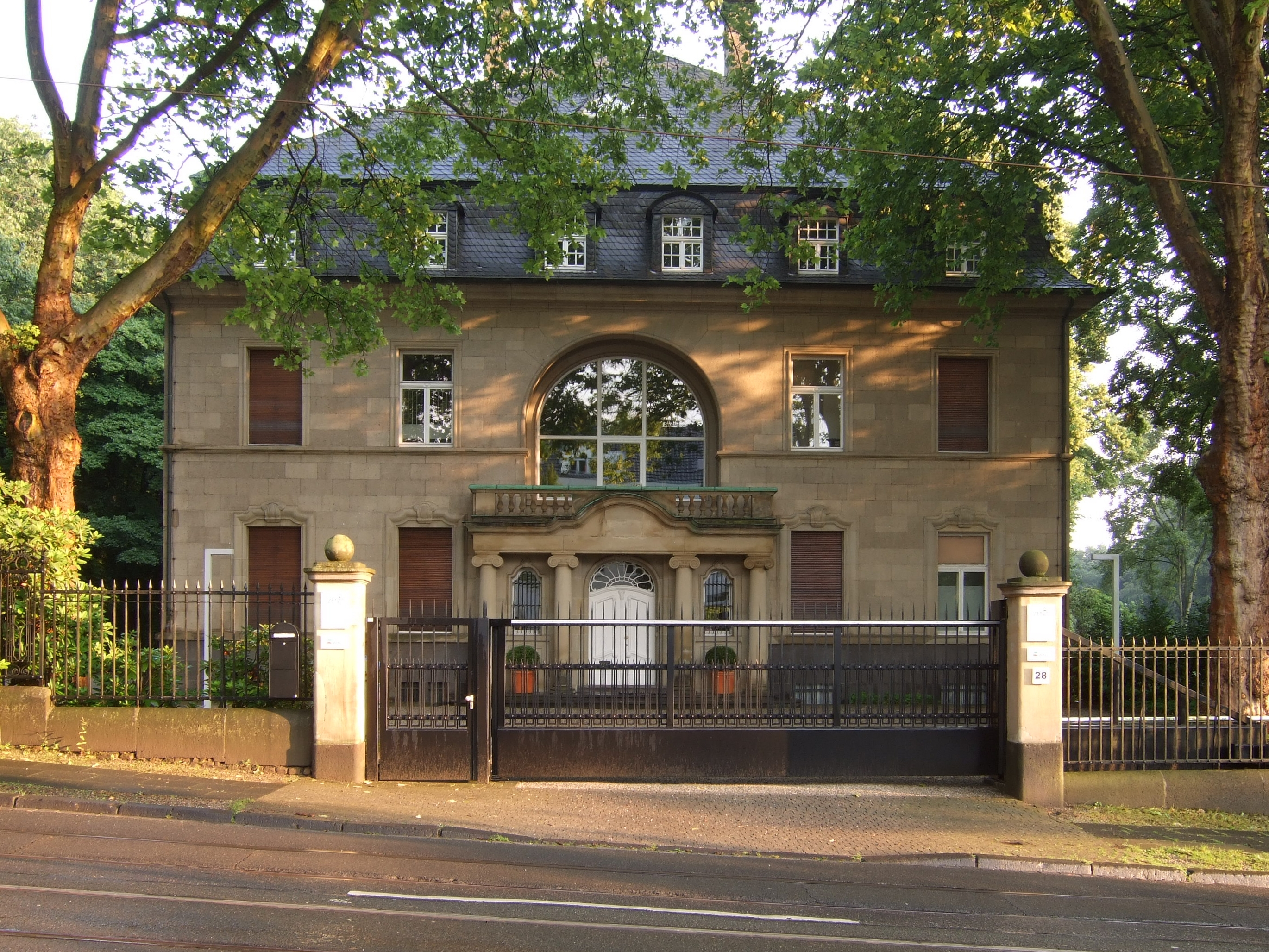
Frontansicht von Haus Urge

Haus Urge ist eine Unternehmervilla in Mülheim an der Ruhr. Das repräsentative Wohngebäude wurde 1913 im neobarocken Stil für die Familie des Lederfabrikanten Jean Baptiste Coupienne jr. (1877–1938) errichtet. Nach 1924 diente es über mehrere Jahrzehnte bis 1973 Hugo Stinnes jr., dem ältesten Sohn von Hugo Stinnes, als Wohnhaus. Das Bauwerk steht seit 1988 unter Denkmalschutz.

## Lage
Das heute öffentlich zugängliche, ca. 20.000 m² große Grundstück der Villa liegt etwa zwei Kilometer südlich der Innenstadt von Mülheim in exklusiver Wohnlage auf dem Kahlenberg oberhalb der Ruhr, in unmittelbarer Nachbarschaft des Bismarckturms. Auf der Vorderseite der Villa verläuft als Verbindung zwischen Stadtmitte und B 1 die Bismarckstraße. Der größere Teil des Grundstückes liegt auf der Rückseite und besteht aus einer von alten Bäumen umstandenen Rasenfläche, direkt angrenzend an den – auch unter Beteiligung von Stinnes – eingerichteten Naherholungsbereich Kahlenberg.

## Architektur
Martha Coupienne war als Bauherrin maßgeblich an den Plänen beteiligt und drang darauf, dass es nach dem Vorbild ihres Elternhauses, dem im 18. Jahrhundert errichteten Wasserschloss Haus Blegge in Paffrath, gestaltet wurde. Das Haus umfasst eine Wohnfläche von 1.100 m² und hat einen einfachen, fast quadratischen Grundriss. Stilistisch ist die Architektur des Hauses als eine im Sinne der Reformarchitektur zeittypische Kombination aus einer relativ einfach gehaltenen Grundstruktur mit Elementen des Barock zu beschreiben.
Die Frontfassade wird durch den vorgesetzten Eingangsbereich dominiert, dessen ionische Säulen den darüber liegenden Balkon tragen. Auffallend ist das große Rundbogenfenster, das dem Haus eine gewisse Offenheit verleiht. Auf der Gartenseite flankieren zwei Türme mit welschen Hauben das Gebäude und den in eine Terrasse übergehenden Wintergarten.
Eine Besonderheit ist der während des Zweiten Weltkriegs durch die Bauabteilungen der Zeche Mathias Stinnes und des Mülheimer Bergwerks-Verein angelegte Luftschutz-Bunker im Keller des Hauses. Der bis zu 3.000 Personen fassende Gewölbekeller in maximal 25 Metern Tiefe wurde von Stinnes bewusst für die Menschen in der Nachbarschaft gebaut und während der Luftangriffe auf Mülheim auch von diesen regelmäßig genutzt.

## Nutzung
Die Coupiennes wohnten nur knapp zehn Jahre in ihrem Haus, 1923 veräußerten sie es an die Familie Stinnes. In den folgenden Jahrzehnten nutzte Hugo Stinnes junior die Villa und im Volksmund wurde der Name des Hauses Urge in Unser Reichtum gestattet es umgedeutet.
Von 1945 bis 1958 wurde Haus Urge als britisches Militärkasino genutzt.
1973 ging das Haus in das Eigentum des nahegelegenen Max-Planck-Institut für Kohlenforschung über, das darin ein Gästehaus für ausländische Wissenschaftler einrichtete. Seit dem Juli 2004 ist hier der Sitz des Zentrum für Innovation und Technik.